# Südostasienspiele 1993
Die Südostasienspiele 1993, englisch als Southeast Asian Games (SEA Games) bezeichnet, fanden vom 12. bis 20. Juni 1993 in Singapur statt. Es war die 17. Auflage der Spiele. Es nahmen 4611 Athleten und Offizielle aus 9 Ländern in 29 Sportarten an den Spielen teil.

## Medaillenspiegel
| Platz | Land        | Gold | Silber | Bronze | Gesamt |
| ----- | ----------- | ---- | ------ | ------ | ------ |
| 1     | Indonesien  | 88   | 81     | 84     | 253    |
| 2     | Thailand    | 63   | 70     | 63     | 196    |
| 3     | Philippinen | 57   | 59     | 72     | 188    |
| 4     | Singapur    | 50   | 40     | 74     | 164    |
| 5     | Malaysia    | 43   | 45     | 65     | 153    |
| 6     | Vietnam     | 9    | 6      | 19     | 34     |
| 7     | Myanmar     | 8    | 13     | 1      | 22     |
| 8     | Laos        | 0    | 1      | 0      | 1      |

## Sportarten
- Badminton
- Basketball
- Billard
- Bodybuilding
- Bogenschießen
- Bowling
- Boxen
- Drachenboot
- Fechten
- Fußball
- Gewichtheben
- Golf
- Hockey
- Judo
- Karate
- Leichtathletik
- Pencak Silat
- Radsport
- Schießen
- Schwimmsport
- Segeln
- Sepak Takraw
- Squash
- Tischtennis
- Taekwondo
- Tennis
- Turnen
- Volleyball
- Wushu

## Referenzen
- Geschichte der Südostasienspiele